# Minkowskie (gromada)
Minkowskie – dawna gromada, czyli najmniejsza jednostka podziału terytorialnego Polskiej Rzeczypospolitej Ludowej w latach 1954–1972.
Gromady, z gromadzkimi radami narodowymi (GRN) jako organami władzy najniższego stopnia na wsi, funkcjonowały od reformy reorganizującej administrację wiejską przeprowadzonej jesienią 1954 do momentu ich zniesienia z dniem 1 stycznia 1973, tym samym wypierając organizację gminną w latach 1954–1972.
Gromadę Minkowskie z siedzibą GRN w Minkowskich utworzono – jako jedną z 8759 gromad na obszarze Polski – w powiecie namysłowskim w woj. opolskim, na mocy uchwały nr VII/23/54 WRN w Opolu z dnia 4 października 1954. W skład jednostki weszły obszary dotychczasowych gromad Minkowskie i Żaba ze zniesionej gminy Smarchowice Wielkie w tymże powiecie oraz Raciszów ze zniesionej gminy Mąkoszyce w powiecie brzeskim w tymże województwie. Dla gromady ustalono 10 członków gromadzkiej rady narodowej.
Gromadę zniesiono 31 grudnia 1959, a jej obszar włączono do gromad: Smarchowice Wielkie (wieś Żaba, przysiółki Żabka i Krzemieniec oraz folwark Świty) i Ligota Książęca (wieś Minkowskie) w tymże powiecie, natomiast wieś Raciszów włączono do gromady Mąkoszyce w powiecie brzeskim w tymże województwie.